# Copa Volpi
La Copa Volpi —Coppa Volpi en italiano— es el premio que el jurado del Festival Internacional de Cine de Venecia concede al mejor actor y a la mejor actriz en cada edición de dicho festival.
El premio a los mejores actores y actrices se viene otorgando en el festival desde el comienzo del mismo en 1932, aunque el premio lleva el nombre de Copa Volpi desde 1935.

## Copa Volpi a la mejor actuación

### Premio a la mejor interpretación (1932-1934)
| Año  | Actor         | Película                | Actriz            | Película                         |
| ---- | ------------- | ----------------------- | ----------------- | -------------------------------- |
| 1932 | Fredric March | El hombre y el monstruo | Helen Hayes       | El pecado de Madelon Claudet     |
| 1934 | Wallace Beery | Viva Villa!             | Katharine Hepburn | Mujercitas/Las cuatro hermanitas |

El nombre del premio fue instituido en honor de Giuseppe Volpi di Misurata (1877-1947), fundador del Festival de Venecia.

### Copa Volpi (1935-actualidad)
| Año  | Actor                                                                                        | Película                                               | Actriz                             | Película                           |
| ---- | -------------------------------------------------------------------------------------------- | ------------------------------------------------------ | ---------------------------------- | ---------------------------------- |
| 1935 | Pierre Blanchar                                                                              | Crimen y castigo                                       | Paula Wessely                      | Episode                            |
| 1936 | Paul Muni                                                                                    | La tragedia de Louis Pasteur                           | Annabella                          | Veille D'armes                     |
| 1937 | Emil Jannings                                                                                | Der Herrscher                                          | Bette Davis                        | Kid Galahad La mujer marcada       |
| 1938 | Leslie Howard                                                                                | Pigmalión                                              | Norma Shearer                      | María Antonieta                    |
| 1941 | Ermete Zacconi                                                                               | Don Bonaparte                                          | Luise Ullrich                      | Annelie                            |
| 1942 | Fosco Giachetti                                                                              | Bengasi                                                | Kristina Söderbaum                 | La ciudad soñada                   |
| 1947 | Pierre Fresnay                                                                               | Monsieur Vincent                                       | Anna Magnani                       | Noble gesta                        |
| 1948 | Ernst Deutsch                                                                                | El proceso                                             | Jean Simmons                       | Hamlet                             |
| 1949 | Joseph Cotten                                                                                | Jennie                                                 | Olivia de Havilland                | Nido de víboras                    |
| 1950 | Sam Jaffe                                                                                    | La jungla de asfalto                                   | Eleanor Parker                     | Sin remisión                       |
| 1951 | Jean Gabin                                                                                   | La Nuit est Mon Royaume                                | Vivien Leigh                       | Un tranvía llamado deseo           |
| 1952 | Fredric March                                                                                | La muerte de un viajante                               | Ingrid Bergman                     | Europa '51                         |
| 1953 | Henri Vilbert                                                                                | Le Bon Dieu Sans Confession                            | Lilli Palmer                       | The Four Poster                    |
| 1954 | Jean Gabin                                                                                   | Aire de París No tocar la pasta                        |                                    |                                    |
| 1955 | Curd Jürgens                                                                                 | Los héroes están cansados                              |                                    |                                    |
| 1955 | Kenneth More                                                                                 | The Deep Blue Sea                                      |                                    |                                    |
| 1956 | Bourvil                                                                                      | La travesía de París                                   | María Schell                       | Gervaise                           |
| 1957 | Anthony Franciosa                                                                            | Un sombrero lleno de lluvia                            | Dzidra Ritenberga                  | Malva                              |
| 1958 | Alec Guinness                                                                                | Un genio anda suelto                                   | Sophia Loren                       | Orquídea negra                     |
| 1959 | James Stewart                                                                                | Anatomía de un asesinato                               | Madeleine Robinson                 | Una doble vida                     |
| 1960 | John Mills                                                                                   | Whisky y gloria                                        | Shirley MacLaine                   | El apartamento                     |
| 1961 | Toshirō Mifune                                                                               | Yojimbo                                                | Suzanne Flon                       | No matarás                         |
| 1962 | Burt Lancaster                                                                               | El hombre de Alcatraz                                  | Emmanuelle Riva                    | Relato íntimo                      |
| 1963 | Albert Finney                                                                                | Tom Jones                                              | Delphine Seyrig                    | Muriel ou Le temps d'un retour     |
| 1964 | Tom Courtenay                                                                                | Rey y patria                                           | Harriet Andersson                  | Att älska                          |
| 1965 | Toshirō Mifune                                                                               | Barbarroja                                             | Annie Girardot                     | Tres habitaciones en Manhattan     |
| 1966 | Jacques Perrin                                                                               | Un Uomo a Metà La busca                                | Natalia Arinbasarova               | El primer maestro                  |
| 1967 | Ljubisa Samardzic                                                                            | El alba                                                | Shirley Knight                     | Dutchman                           |
| 1968 | John Marley                                                                                  | Faces                                                  | Laura Betti                        | Teorema                            |
| 1983 | Mitchell Lichtenstein Matthew Modine Michael Wright David Alan Grier Guy Boyd George Dzundza | Desechos                                               | Darling Legitimus                  | Rue Cases Nègres                   |
| 1984 | Naseeruddin Shah                                                                             | Travesía                                               | Pascale Ogier                      | Las noches de la luna llena        |
| 1985 | Gérard Depardieu                                                                             | Police                                                 |                                    |                                    |
| 1986 | Carlo Delle Piane                                                                            | Regalo di Natale                                       | Valeria Golino                     | Storia d'amore                     |
| 1987 | Hugh Grant James Wilby                                                                       | Maurice                                                | Kang Soo-yeon                      | Madre alquilada                    |
| 1988 | Don Ameche Joe Mantegna                                                                      | Las osas cambian                                       | Shirley MacLaine Isabelle Huppert  | Madame Sousatzka Asunto de mujeres |
| 1989 | Marcello Mastroianni Massimo Troisi                                                          | Che Ora È?                                             | Peggy Ashcroft Geraldine James     | She's Been Away                    |
| 1990 | Oleg Borisov                                                                                 | El único testigo                                       | Gloria Münchmeyer                  | La luna en el espejo               |
| 1991 | River Phoenix                                                                                | Mi Idaho privado                                       | Tilda Swinton                      | Eduardo II                         |
| 1992 | Jack Lemmon                                                                                  | Glengarry Glen Ross                                    | Gong Li                            | Qiu Ju, una mujer china            |
| 1993 | Fabrizio Bentivoglio                                                                         | Un' Anima Divisa in Due                                | Juliette Binoche                   | Tres colores: Azul                 |
| 1994 | Xia Yu                                                                                       | Días de sol                                            | Maria de Medeiros                  | Três Irmãos                        |
| 1995 | Götz George                                                                                  | El fabricante de la muerte                             | Sandrine Bonnaire Isabelle Huppert | La ceremonia                       |
| 1996 | Liam Neeson                                                                                  | Michael Collins                                        | Victoire Thivisol                  | Ponette                            |
| 1997 | Wesley Snipes                                                                                | Después de una noche                                   | Robin Tunney                       | Niagara, Niagara                   |
| 1998 | Sean Penn                                                                                    | Descontrol                                             | Catherine Deneuve                  | Place Vendôme                      |
| 1999 | Jim Broadbent                                                                                | Topsy-Turvy                                            | Nathalie Baye                      | Una relación privada               |
| 2000 | Javier Bardem                                                                                | Antes que anochezca                                    | Rose Byrne                         | The Goddess of 1967                |
| 2001 | Luigi Lo Cascio                                                                              | Luce Dei Miei Occhi                                    | Sandra Ceccarelli                  | Luce Dei Miei Occhi                |
| 2002 | Stefano Accorsi                                                                              | Un Viaggio Chiamato Amore                              | Julianne Moore                     | Lejos del cielo                    |
| 2003 | Sean Penn                                                                                    | 21 gramos                                              | Katja Riemann                      | Rosenstrasse                       |
| 2004 | Javier Bardem                                                                                | Mar Adentro                                            | Imelda Staunton                    | El secreto de Vera Drake           |
| 2005 | David Strathairn                                                                             | Buenas noches, y buena suerte                          | Giovanna Mezzogiorno               | La bestia nel cuore                |
| 2006 | Ben Affleck                                                                                  | Hollywoodland                                          | Helen Mirren                       | The Queen                          |
| 2007 | Brad Pitt                                                                                    | El asesinato de Jesse James por el cobarde Robert Ford | Cate Blanchett                     | I’m not there                      |
| 2008 | Silvio Orlando                                                                               | Il papà di Giovanna                                    | Dominique Blanc                    | L'autre                            |
| 2009 | Colin Firth                                                                                  | A Single Man                                           | Kseniya Rappoport                  | La doppia ora                      |
| 2010 | Vincent Gallo                                                                                | Essential Killing                                      | Ariane Labed                       | Attenberg                          |
| 2011 | Michael Fassbender                                                                           | Shame                                                  | Deanie Ip                          | A Simple Life                      |
| 2012 | Joaquin Phoenix Philip Seymour Hoffman                                                       | The Master                                             | Hadas Yaron                        | Lemale et Ha’Chalal                |
| 2013 | Themis Panou                                                                                 | Miss violence                                          | Elena Cotta                        | Via Castellana Bandiera            |
| 2014 | Adam Driver                                                                                  | Hungry Hearts                                          | Alba Rohrwacher                    | Hungry Hearts                      |
| 2015 | Fabrice Luchini                                                                              | L'hermine                                              | Valeria Golino                     | Per amor vostro                    |
| 2016 | Oscar Martínez                                                                               | El ciudadano ilustre                                   | Emma Stone                         | La La Land                         |
| 2017 | Kamel El Basha                                                                               | El Insulto                                             | Charlotte Rampling                 | Hannah                             |
| 2018 | Willem Dafoe                                                                                 | En la puerta de la eternidad                           | Olivia Colman                      | La Favorita                        |
| 2019 | Luca Marinelli                                                                               | Martin Eden                                            | Ariane Ascaride                    | Gloria Mundi                       |
| 2020 | Pierfrancesco Favino                                                                         | Padrenostro                                            | Vanessa Kirby                      | Pieces of a Woman                  |
| 2021 | John Arcilla                                                                                 | On the Job: The Missing 8                              | Penélope Cruz                      | Madres Paralelas                   |
| 2022 | Colin Farrell                                                                                | The Banshees of Inisherin                              | Cate Blanchett                     | Tár                                |
| 2023 | Peter Sarsgaard                                                                              | Memoria                                                | Cailee Spaeny                      | Priscilla                          |
| 2024 | Vincent Lindon                                                                               | Jouer avec le feu                                      | Nicole Kidman                      | Babygirl                           |

- Datos: Q49025